# 內景唐人街
《內景唐人街》（英語：Interior Chinatown）是一部美国犯罪剧情电视剧，由该剧節目統籌游朝凯根据他本人于2020年出版的同名小说改编而成。剧集主要讲述了由欧阳万成主演的一位唐人街餐馆服务员在目睹一桩犯罪后发生的一系列故事。该剧由第二十电视公司制作，于2024年11月19日在Hulu首播。

## 演员

### 主演
- 欧阳万成 饰 Willis Wu
- 钱信伊 饰 Fatty Choi
- 汪可盈 饰 Lana Lee
- 沙利文·琼斯（Sullivan Jones） 饰 Miles Turner
- 丽萨·吉洛伊（英语：Lisa Gilroy）  饰 Sarah Green
- 高圣远 饰 Uncle Wong
- 林晓杰 饰 Lily Wu

### 常设
- 马泰 饰 Joe Wu
- 安妮·张（Annie Chang） 饰 Audrey Chan
- 洲龙（Chau Long） 饰 Carl
- 艾伦·麦克里奥德（Allan McLeod） 饰 Desk Sergeant Felix
- 马龙·扬（Marlon Young） 饰 Randall the Janitor
- 劳伦·汤姆（英语：Lauren Tom）  饰 Betty Chan
- 迈克尔·哈尼（英语：Michael Harney） 饰 Chief Walden
- 吴育刚 饰 Jonathan Wu
- 莫里·斯科林（英语：Maury Sterling） 饰 Carrey
- 斯宾瑟·内维尔（Spencer Neville） 饰 Aidan McDonough